# Arthur Nikisch

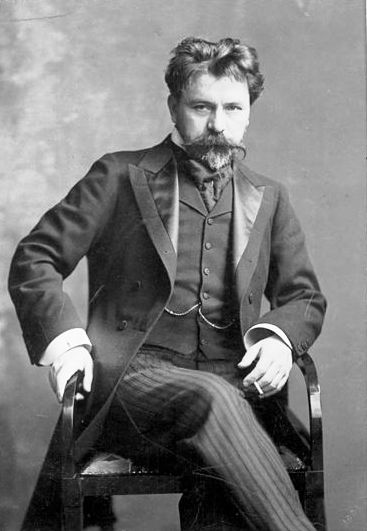
Arthur Nikisch, 1901

Arthur Nikisch (ur. 12 października 1855 w Mosonszentmiklós, zm. 23 stycznia 1922 w Lipsku) – węgierski dyrygent.

## Życiorys
Ojcem Arthura był Węgier, matką – Morawianka. Już we wczesnym dzieciństwie wykazywał talent muzyczny. Ponoć w wieku 7 lat zapisał z pamięci uwerturę do Cyrulika sewilskiego Rossiniego (niektóre źródła podają, że była to uwertura do Wilhelma Tella), którą usłyszał tylko jeden raz. W roku 1866 rozpoczął studia w wiedeńskim konserwatorium; studiował kompozycję (u Felixa Otto Dessoffa), grę na skrzypcach (u Josefa Hellmesbergera Sr.) i fortepianie.
W czasie studiów był uczniem docenianym; kilkukrotnie zdobył nagrody za kompozycje oraz wykonania utworów na skrzypce i fortepian. Jako skrzypek miał okazję poznać styl wielkich kompozytorów i jednocześnie mistrzów batuty XIX wieku. Będąc solistą grywał pod dyrekcją Antona Brucknera i Ferenca Liszta. W 1872 roku, jako gość – skrzypek orkiestry – na pierwszym Festiwalu w Bayreuth, miał okazję brać udział w wykonaniu IX symfonii Beethovena pod batutą Richarda Wagnera. Dzięki tym doświadczeniom podjął prawdopodobnie decyzję o porzuceniu kariery skrzypka i kompozytora na rzecz pulpitu dyrygenckiego; niemniej, do 1877 roku pełnił funkcję pierwszego skrzypka Opery Wiedeńskiej. Tutaj miał okazję współpracować z Johannesem Brahmsem, Giuseppe Verdim i Richardem Wagnerem. Był członkiem orkiestry podczas prapremierowego wykonania II symfonii Brucknera pod dyrekcją kompozytora.
W roku 1877 przeniósł się do Lipska, gdzie początkowo objął posadę asystenta dyrektora Lipskiej Opery, którym był Angelo Neumann, by w 1879 objąć funkcję pierwszego dyrygenta i pozostać nim do 1889 roku. W tym okresie w jego repertuarze dominowały kompozycje romantyczne oraz nieliczne premierowe wykonania współczesnych mu kompozytorów muzyki późnoromantycznej, m.in. Brucknera (w 1884 roku prowadził prapremierę jego VII symfonii) i Wagnera (będąc 23-latkiem prowadził Walkirię i Tannhäusera). W roku 1889 dostał propozycję objęcia posady pierwszego dyrygenta Bostońskiej Orkiestry Symfonicznej, na którą skwapliwie przystał, i z orkiestrą tą koncertował w całych Stanach Zjednoczonych. Nie były mu obce porażki; jego interpretacja V symfonii Beethovena wzbudzała wiele kontrowersji i mieszczańska publiczność Bostonu sugerowała mu, że chętnie wymieniłaby go na kogoś bardziej konserwatywnego.
Po powrocie do Europy w 1893 roku objął Operę w Budapeszcie, którą prowadził do 1895. Śmierć Hansa von Bülowa, pierwszego w historii dyrygenta Berlińskiej Filharmonii, zmarłego w Kairze 12 lutego 1894 roku, otworzyła Nikischowi drogę do posady dyrektora muzycznego berlińskiej placówki; funkcję tę objął w roku 1895. W tym samym roku zgodził się przyjąć stanowisko pierwszego dyrygenta Lipskiego Gewandhausu. W 1897 roku otrzymał ofertę objęcia wakującego po śmierci von Bülowa etatu pierwszego dyrygenta Hamburskiej Orkiestry Filharmonicznej – ona również została zaakceptowana. Na tych trzech stanowiskach maestro Nikisch pozostał aż do śmierci. Jako szef tych orkiestr nie zaniedbywał artystycznych podróży; jeszcze przed rewolucją październikową koncertował na przykład z Berlińczykami w Moskwie, wykonując utwory Czajkowskigo. W 1904 roku dyrygował gościnnie Orkiestrą Londyńską; w efekcie sukcesu artystycznego tego przedsięwzięcia został szefem tej orkiestry (1912-1914) i w roku 1912 odbył z nią podróż do Stanów Zjednoczonych. W 1913 dyrygował wykonaniem Pierścienia Nibelunga w Covent Garden. W 1921 koncertował w Buenos Aires. Zmarł w roku 1922 w Lipsku; pochowano go na cmentarzu Südfriedhof. Jego następcą i w Berlinie, i w Lipsku został Wilhelm Furtwängler, wielki admirator sztuki Nikischa.

## Osiągnięcia
Jako muzyk był niezrównanym interpretatorem dzieł Berlioza, Schumanna, Brahmsa, Czajkowskiego i Brucknera. Słynna była jego "kontrolowana pasja"; partytury studiował w domowym zaciszu, lecz próby z orkiestrą i koncerty wprawiały go w stan niemal ekstatycznej radości. Jedną z tajemnic jego sukcesu była niezwykła uprzejmość wobec członków orkiestry; zawsze miał wiele słów uznania dla instrumentalistów i solistów i tym m.in. potrafił wywołać wśród muzyków chęć do zdyscyplinowanej współpracy. Zarówno na próbach, jak i podczas koncertów był niezwykle spontaniczny, co zjednywało mu i słuchaczy, i wykonawców. Pomimo romantycznych gustów publiczności propagował nową muzykę Mahlera, Straussa i Regera. Prezentował również swemu berlińskiemu audytorium kompozycje Pfitznera, Debussy'ego i Schönberga. Jako pierwszy dyrygent w historii dyrygował podczas kompletnego komercyjnego nagrania symfonii, którą była V Beethovena. Wywarł ogromny wpływ na swoich następców: Fritza Reinera, Arturo Toscaniniego i Adriana Boulta. Wpływ sztuki dyrygenckiej Nikischa na Leopolda Stokowskiego potwierdza ten ostatni. Od 1905 roku Nikisch wykładał dyrygenturę w lipskim konserwatorium. Jego uczniem był m.in. Mieczysław Karłowicz.
W roku 1971 w Lipsku ustanowiono nagrodę imienia Artura Nikischa dla młodych dyrygentów.

## Słynne nagrania
- Ludwig van Beethoven – V symfonia c-moll – Filharmonia Berlińska (1914)
- Carl Maria von Weber – Uwertura do Opery Oberon – Londyńska Orkiestra Filharmoniczna (1914)